# Cardamine arakiana
Cardamine arakiana är en korsblommig växtart som beskrevs av Gen-Iti Koidzumi. Cardamine arakiana ingår i släktet bräsmor, och familjen korsblommiga växter. Inga underarter finns listade i Catalogue of Life.